# Autoroute A64 (Francia)
L'autoroute A64, detta La Pyrénéenne (La Pirenaica), è un'autostrada francese a pagamento che unisce Bayonne a Tolosa passando per Pau e Tarbes. Misura 291 km e dispone di due corsie per senso di marcia.
L'autostrada è in concessione all'ASF (Autoroutes du Sud de la France) del gruppo Vinci. Il pedaggio è di € 20,70 per un'autovettura (giugno 2019).
È parte della strada europea E80 Lisbona-Ankara.

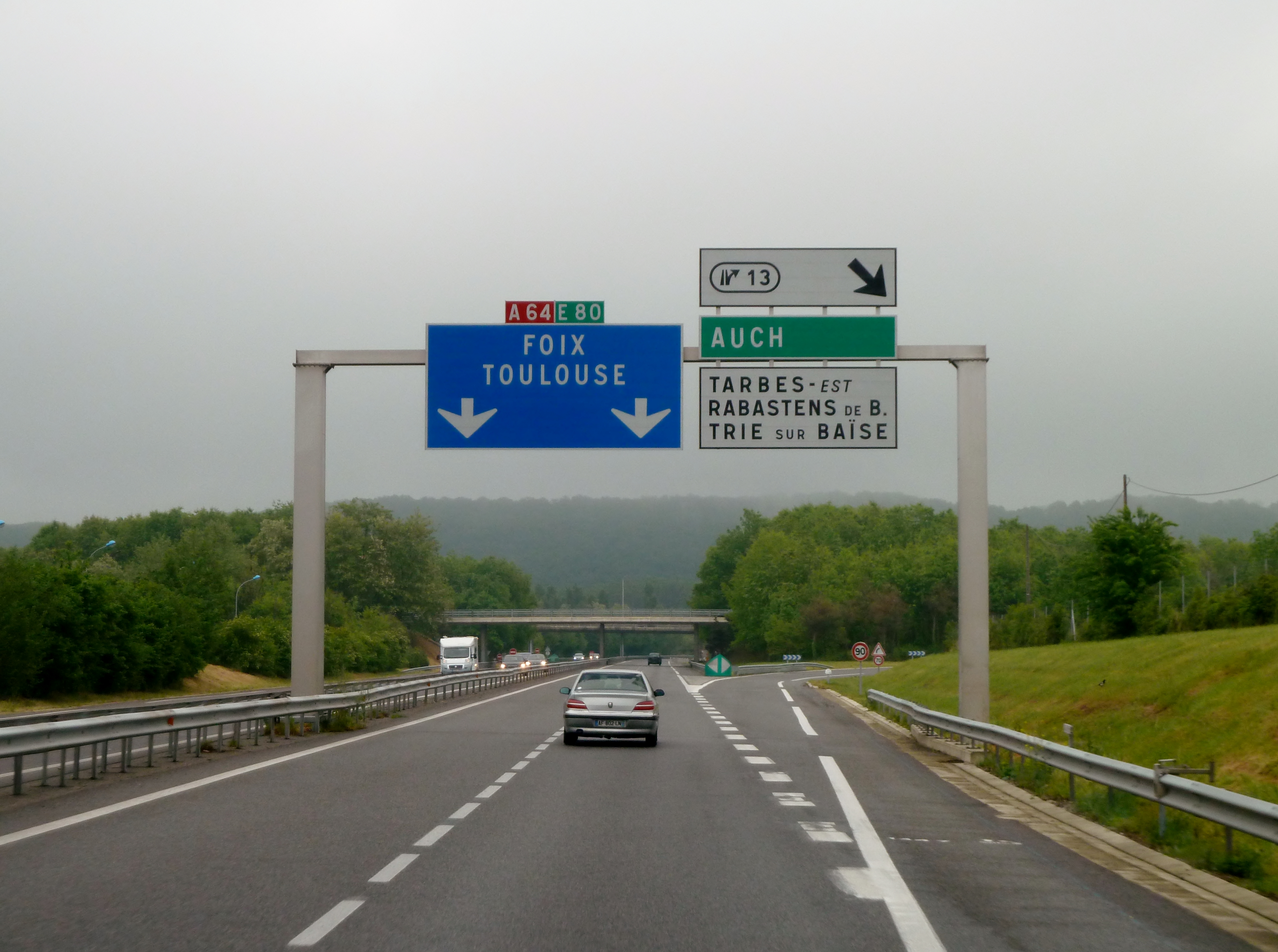
L'A64 nei pressi di Tarbes